# Neoferdina
Neoferdina is een geslacht van zeesterren uit de familie Goniasteridae.				

## Soorten
- Neoferdina cumingi (Gray, 1840)
- Neoferdina glyptodisca (Fisher, 1913)
- Neoferdina insolita Livingstone, 1936
- Neoferdina japonica Oguro & Misaki, 1986
- Neoferdina kuhli (Müller & Troschel, 1842)
- Neoferdina longibrachia Kogure & Fujita, 2012
- Neoferdina offreti (Koehler, 1910)